# 5. armada (Wehrmacht)
Za druge 5. armade glejte 5. armada.
5. armada je bila armada v sestavi Heera (Wehrmacht) med drugo svetovno vojno.

## Zgodovina
Armada je bila ustanovljena 25. avgusta 1939. Med 3. septembrom in 13. oktobrom je bila nastanjena na Siegfridovi liniji v okolici Triera.
Med 13. oktobrom in 4. novembrom je bila nastanjena na Poljskem. Armada je bila 4. novembra 1939 razpuščena in osebje dodeljeno 18. armadi.
Delovala je le 71 dni.

## Vojna služba
| Datum          | Nadrejeno poveljstvo | Področje (vir)      |
| september 1939 | Armadna skupina C    | Siegfriedova linija |

## Organizacija
Stalne enote
- Korück 560
- Armee-Nachschubführer 561
- Armee-Nachrichten-Regiment 563

Dodeljene enote
- VI. Armeekorps
- 58. pehotna divizija
- 87. pehotna divizija
- 78. pehotna divizija
- 268. pehotna divizija

## Poveljstvo
- General pehote Curt Liebmann (25. avgust 1939 - 4. november 1939)